# 3934 Tove
3934 Tove è un asteroide della fascia principale. Scoperto nel 1987, presenta un'orbita caratterizzata da un semiasse maggiore pari a 2,5959369 UA e da un'eccentricità di 0,1403887, inclinata di 13,13680° rispetto all'eclittica.